# MMA Junkie
MMA Junkie es un sitio web de noticias que cubre el deporte de las artes marciales mixtas (MMA). Fue fundado en 2006 y ha sido propiedad de Gannett Company desde 2011.
El sitio y su contenido han aparecido en la revista Time, ESPN The Magazine, The New York Times, el programa de Fox Sports Networks, The Best Damn Sports Show Period, Fox Report, Inside MMA, MMA Live de ESPN, Yahoo! y otros medios de comunicación.

## Descripción general
Se han presentado una variedad de columnistas invitados y blogueros, como Ryan Bader (The Ultimate Fighter 8), C.B. Dollaway (The Ultimate Fighter 7) y Brendan Schaub (The Ultimate Fighter 10).

### Programa de radio
MMA Junkie Radio es un programa semanal de radio por Internet transmitido desde Las Vegas, Nevada. MMAjunkie Radio surgió de la adquisición y cambio de marca de TAGG Radio (Trigg y Gorgeous George), que se lanzó en 2007 y formó una asociación de contenido con MMAjunkie en 2008. El programa de radio en vivo por Internet y el podcast fueron renombrados como MMA Junkie Radio a principios de 2009. El programa es presentado por "Gorgeous" George García, Brian "Goze" García y el reportero principal del personal de MMAjunkie, John Morgan. El programa se transmite de lunes a viernes con ocasionales especiales de "Primetime" durante los fines de semana y las noches. Aunque una vez producido desde un estudio en casa, el programa se trasladó en 2009 a su nuevo estudio en el Race & Sports Book dentro del Mandalay Bay Resort & Casino.
El programa two-hour show es un programa dirigido por invitados que presenta a algunos de los luchadores, entrenadores, promotores y funcionarios más destacados en el deporte. Además, Morgan y otros miembros del equipo editorial de MMA Junkie discuten con frecuencia y rompen las últimas noticias de MMA en el programa.

## Premios
- 2008 'Mejor Cobertura Mediática' por los Premios Mundiales de Artes Marciales Mixtas de la revista Fighters Only
- 2009 Mejor Cobertura Mediática
- 2009 Mejor Periodista de Artes Marciales Mixtas (John Morgan)
- 2010 Fuente de Medios del Año
- 2011 Fuente de Medios del Año
- 2014 Fuente de Medios del Año[9][10]